# Jean-David Bernard
Jean-David Bernard est un rameur français, né le 27 juillet 1977 à Melun.

## Palmarès

### Jeux olympiques
- 6e en huit de pointe avec barreur à Athènes (2004)

### Championnats du monde d'aviron
- Médaille de bronze en quatre de pointe sans barreur poids léger aux Championnats du monde d'aviron 1999 à Saint Catharines
- 10e en deux de pointe sans barreur poids léger aux Championnats du monde d'aviron 2000 à Zagreb
- 6e en quatre de pointe sans barreur aux Championnats du monde d'aviron 2002 à Séville
- 13e en quatre de pointe sans barreur aux Championnats du monde d'aviron 2003 à Milan
- 5e en quatre de couple aux Championnats du monde d'aviron 2005 à Gifu
- 10e en quatre de couple aux Championnats du monde d'aviron 2006 à Eton
- Médaille d'argent en quatre de couple aux Championnats du monde d'aviron 2007 à Munich

### Championnats d'Europe d'aviron
- médaille de bronze en deux de pointe sans barreur aux Championnats d'Europe d'aviron 2008 à Schinias (Grèce)

### Championnats de France d'aviron
- Plusieurs titres